# 克力同篇
克力同篇為古希臘哲學家柏拉圖所写的一篇著名對話，內容為蘇格拉底與其追随者雅典富人克力同的對話，兩人談及政治責任的根源及本質。对话发生於蘇格拉底的申辯後，当时蘇格拉底因蠱惑和不虔诚罪名遭判死刑，克力同於此篇對話中試圖說服蘇格拉底逃離监禁流亡。
在这篇对话录中，苏格拉底认为不能用恶对抗自己所遭受的非正义，他试图用拟人化的雅典证明这一观点，随后拒绝了克力同为帮助他逃跑而提供的金钱资助。对话录包含了政府作为社会契约的早期描述。在近代的讨论中，人们常以此篇为例，探讨无条件遵循社会律法的合理性。

## 简介

### 克力同關於逃離的论据
1. 雅典的人民將认为蘇格拉底的跟隨者不肯花錢解救蘇格拉底。[1]
2. 蘇格拉底在別的城市（包括色萨利）可以得到支持，逃亡並不是一个坏的选择。[2]
3. 當蘇格拉底有機會逃脫時不逃脫，這是在背叛自己並幫助他的敵人。蘇格拉底挑選了“較簡單的路”，而非克力同所認為的勇敢榮耀高尚的路，那便是逃離這死刑。[2]
4. 蘇格拉底的家庭，他的妻子與三個孩子，將失去他們的父親，以及他能提供的教育。[3]

### 蘇格拉底的回應
1. 大眾的意見對於他的決定並不重要，因為眾人作为一个整体是不明智的。[4]
2. 背叛他自己對於他的決定也並不重要，重要的是逃亡這件事情是否正当。[5]
3. 他不會對敵人屈服，逃離死刑代表蘇格拉底懼怕他們。[6]
4. 逃避死刑將會是對他孩子有不好的榜樣。[3]

### 法律的论据
後來，蘇格拉底提供了拟人化的雅典法律四条论据，来向克力同显示他不應該逃跑。
1. 我們（雅典）是你的雙親
2. 我們是你的撫養者（提供教育）
3. 蘇格拉底同意尊從我們（这是社会契约的早期表述）
4. 无论蘇格拉底去哪里，將都會被視為腐敗的力量

這些也基于先前他與克力同達成共識的论据：对他人作恶永远不是对的，即使他们已对你作恶。根据这一准则（蘇格拉底说他自己及其追随者会遵守），对他的城市作恶将是不正当的，即便城市对他作恶。如果蘇格拉底逃跑了，他将在显示，有足够钱的人就可以逃避任何法律，这样他将对养育他的城市作恶，就象对父亲作恶一样。

## 哲学解读
《克力同篇》强调了推理的作用，主张推理是理解道德的唯一标准。与柏拉图其它作品中的苏格拉底形象不同，在这篇对话录中，苏格拉底对认识论持有一种更为客观的立场，他对来自某一学科专家的观点有更加开放的态度。法律的道德与政治意义在此篇中鲜有讨论，法律被拟人化来解释苏格拉底的选择。

### 社会契约
法律的拟人化与柏拉图所持有的，对雅典政府与机构的批评态度背道而驰。国家要求公民对其忠诚，这是一种社会契约理论，它需要公民与国家之间达成共识，并理解作为一个公民所要求具备的准则。在当时的雅典，一个人只有通过Dokimasia测试才可成为其公民，公民身份不是与生俱来的，这篇对话录也提到了这个测试。

### 律法主义
对话录中最有争议的部分是苏格拉底作为人类所持有的律法主义观点。该观点认为，作为一个社会中的公民，假如他没有能力去修改这些法律，那么他就应该遵循它们来维持“公正”。对于不愿生活在这些法律统治之下的人而言，最好的选择是移居他国，以这种方式来实现他们希望的道德生活。尽管苏格拉底最终并没有接受流亡的请求，但他认为这种行为是合理的，因为法庭审判员曾建议他这样做，并且他也认为自己所受的裁决并不公正。

### 自由与威权主义解读
桑德琳·伯格斯对书中国家与个人之间的协议及其引申出的共同责任做出了自由主义的解读。立法为雅典公民提供了生活的基础，创造了利于他们繁荣发展的环境，因此公民认为自己应当忠于法律。在苏格拉底眼中，繁荣意味着性格的形成，而好的性格是达成美德的先决条件。在此意义上，个人与政府的关系可类比为孩子与父母的关系，父母有义务教育自己的孩子，使其成为品德良好的人，而孩子则以他的服从作为回报。如果法律促进了公民的美德，那么它应当得到尊重。也就是说，作为“父母”一方的实体首先需要履行自己的职责，才有资格获得服从。那么，在苏格拉底受审的情形中，是上述原理，而非审判本身的公正性让他服从法律的裁决，若非如此，就不再有遵从法律的义务了。
根据理查德·克劳特的说法，法律需要伴随有许多额外的努力才能使其得到尊重，否则公民不服从就是被允许的。然而，一些批评者认为这个观点无法从对话中推断出来。相反，在本文的情形中，各类定罪尝试都以失败告终，最终要求无条件地服从法律。
对法律拟人化的自由主义解释一直存在争议，而近来一种从“威权主义”出发的自由观点得到了研究者的青睐。这种观点认为，法律的拟人化需要在威权的语境中作出解释，而苏格拉底自身的立场与这其中隐含的意义并非相等。也就是说，虽然柏拉图笔下的苏格拉底为这种专制律法作出了辩护，但他的价值观念与自己通过拟人化所表达的东西并非一致。
即使苏格拉底称赞了法律的推理能力，但这并不意味着他认同法律作出的所有结论。他与法律的共识仅仅在于最终的结论——也即对流亡的拒斥——但他并不认同法律得出这个结论的方式。那么也就是说，苏格拉底对法律拟人化的道德理解并非严肃，而是一种讽刺。
在对话末尾，苏格拉底将他对拟人化法律的情感比作“像崇奉渠贝垒女神的人在狂热中如闻笛声”，这与以往那个坚定的寻求哲学逻辑推理的苏格拉底形成了鲜明的对比。在柏拉图笔下，作为哲学家的苏格拉底是理性的，他对强烈的情感始终保持克制。这种对比显示出法律激进的、暗示性的要求与苏格拉底的哲学立场之间存在冲突。因此，苏格拉底表达的态度与他在《申辩篇》中的态度一致，是一种讽刺的情绪，在申辩时，苏格拉底曾说，那些控诉者的说服性语言几乎使他迷失自我。
罗斯林·韦斯对此观点提出了一个更加激进的看法，韦斯认为虽然克力同是苏格拉底的好友，他了解苏格拉底的道德倾向，但他的言行显示出他并不是一个哲学家。这就是苏格拉底将法律拟人化的原因，韦斯说，威权主义的象征为了让克力同理解为什么逃亡是一个错误的选择。在对话中，克力同表示自己无法跟上苏格拉底哲学讨论的步伐，而后苏格拉底向他阐述了法律拟人化的理解，韦斯认为这可以为她的观点作出一些证明。作为进一步的说明，韦斯指出，苏格拉底把这些尊重、赞同法律的言语称为一个演讲者的言论。而这似乎就暗示了苏格拉底对此的反对意见，因为柏拉图笔下的苏格拉底通常拒斥修辞，认为这是一种不诚实的、操纵性的说服方式。
托马斯·亚历山大·斯勒扎克也认为，苏格拉底的演说并非他真实的哲学观点，而只是为了照顾到克力同的理解水平。斯勒扎克认为真正促使苏格拉底放弃逃亡的理由并不在本篇，而是在《斐多篇》。苏格拉底曾在许多场合叙述灵魂的概念，但在这篇对话录中，他却避免使用“灵魂”一词，因为很显然，克力同无法接受灵魂不死的假设。
大卫·博斯托克提出，威权主义正是柏拉图想要在《克力同篇》中想要表达的观点。在后来的作品中，柏拉图认识到这一立场存在的问题，并修改了他的观点。其他一些评论家支持传统的解释，即柏拉图笔下的苏格拉底的立场与他的叙述相符。

### 合法性与伦理自恰
一些研究者认为，《申辩篇》与《克力同篇》之间存在有意的修辞差异。在《申辩篇》中，苏格拉底声称他并不服从要求他放弃哲学的法庭判决，放弃哲学甚至比死亡更痛苦，这种判决是不公正的。
迈克尔·罗斯指出这两篇对话之间并没有不一致的地方，他认为两篇对话位于不同的系统之中，应以不同的方式作出衡量。苏格拉底在《申辩篇》中的论点是从纯粹的自然理论出发的，因为禁止哲学并不存在有任何的法律基础，也不存在法庭强制实施的依据。
意大利哲学史家马里奥·蒙托里和乔瓦尼·雷亚尔则认为这种差异的原因在于写作时间。《申辩篇》写于苏格拉底受审后不久，柏拉图基本如实报告了苏格拉底的言论，而《克力同篇》的作成日期较晚，其中可能加入了柏拉图自己的观点。

### 消失的灵魂
在该篇对话录中，灵魂的概念神秘消失了。弗朗西斯·康福德曾说，灵魂和理型构成了柏拉图学说的两大支柱。《克力同篇》似乎对灵魂持有很深的不确定性，文中苏格拉底在叙述个人体内存在的正义与邪恶时曾暗示了灵魂的存在，但他甚至没有将这个东西称作灵魂。这个问题持续了多个世纪，学者们倾向于认为，写作这篇对话时，柏拉图还未完成灵魂本质的理解工作，他还不确定灵魂是自我运动者、生命的本质（驱动身体），亦或是道德属性的携带者（塑造心灵）。大卫·克劳斯考察了前柏拉图时期文学作品（来自诡辩家、自然哲学家、悲喜剧人物、医学家）中灵魂的概念，他得出柏拉图是首个将各种灵魂特性组织成一个统一概念的，但直到他写作《克力同篇》的法律拟人化部分之前，灵魂的概念并未受到他的重视，缺乏灵魂认识的克力同正是早期柏拉图思想的写照。坎贝尔认同柏拉图最早集合了灵魂的各类特征，但他认为柏拉图首先发展出的是灵魂的心理概念，《斐多篇》等早期对话录的读者可以明显的观察到灵魂在不同角色之间的摇摆，当时的柏拉图认为灵魂是一个思想者兼运动者，因为它通过思想来移动事物。

## 影响

### 古典与中世纪
罗马哲学家西塞罗将《克力同篇》阐释为公民应当对国家负有义务，这种义务的根源在于他们对国家的感激。
在反柏拉图主义的学派里，这篇对话录并没有得到很好的评价。哲学家阿特纳奥斯认为，柏拉图写作《克力同篇》的目的是为了攻击克力同本人，克力同没有表现出哲学上的才能，于是读者也可以预料到他并不能提出适当的论点。另一位反柏拉图主义哲学家，伊比鸠鲁学派的伊多墨纽斯说，苏格拉底的流亡计划是埃斯基尼提出的，但柏拉图把提出者的名字换成了克力同，因为他不喜欢埃斯基尼。

### 现代早期
《克力同篇》最早的手稿来自于公元895年的拜占庭。很久以来，这部对话录并不为拉丁语世界所知，但伊斯兰世界一直在翻译这部文稿。西方世界在文艺复兴时期重新发现了《克力同篇》，首个拉丁文译本由意大利人文学者和政治家李奥纳度·布伦尼于1410年完成。布伦尼对自己的首个译本并不满意，于是他又着手创作另一个版本，后一个译本完成于1427年。布伦尼对拟人化的法律所提出的论点十分赞赏，他在自己的作品《De militia》中借用了这些论点。里努乔·达·卡斯蒂廖内对布伦尼的译本进行了修订。马尔西利奥·费奇诺是第三位人文译者，他于1484年在佛罗伦萨出版了自己的译本。希腊文的第一版于1513年9月在威尼斯由阿尔杜斯·马努提乌斯出版，它被收录在马库斯·穆苏鲁斯出版的《柏拉图作品全集》中。
英国哲学家大卫·休谟引述《克力同篇》是唯一一部包含了公民对国家的默示忠诚的古代文本，他认为柏拉图笔下的苏格拉底以辉格主义方式建立了社会契约，并影响到了从托利党中观察到的消极服从。

### 现代

#### 文学性
克力同篇曾受到文学分析家保罗·肖雷、威廉·格思里和托马斯·亚历山大·斯勒扎克的赞赏，斯勒扎克认为这篇对话的“演说、论证和角色得到了完美的统一”。翻译家和哲学家弗里德里希·施莱尔马赫在他译本的序言中写道，这篇对话不是柏拉图空想出来的，而是他实际进行过的。

#### 哲学性
语言学家乌尔里希·冯·维拉莫维茨-默伦多夫认为《克力同篇》并不具备哲学性。据他所言，这篇对话“教导公民他们所负的责任，但这种教导不是抽象的，而是苏格拉底式的，雅典式的”。加布里埃尔·但泽指出，对话录中的苏格拉底是个“令人尴尬的良顺公民”，他认为柏拉图试图借此证明苏格拉底属于“那些不关心哲学的良好公民”。但泽还补充说，在当代文学中，柏拉图常被学者们认为是只关心如何让读者理解苏格拉底，而不是为了哲学的呈现与证明普遍的原则。奥洛夫·吉贡将这篇对话视为一个大哲学家的轻松作品。尽管如此，据哲学家雷金纳德·E·艾伦的说法，这篇对话仍被视为与中国哲学中法家思想同等重要的西方代表作。赫尔穆特·福莱肖认为，尽管《克力同篇》为读者们显现的表象如此，但对话深处却另有他意，所以对这个文本的理解或许比直观所见更加困难。
根据奥地利哲学家卡尔·波普尔的说法，《克力同篇》是历史中真实苏格拉底的写照，这篇作品可能应苏格拉底本人的要求而作。《克力同篇》与《申辩篇》共同构成了苏格拉底最后的遗愿。被定罪的苏格拉底选择留在雅典，因为他有着作为一个雅典公民的美德与忠诚。如果苏格拉底遵循克力同的建议逃离雅典，那么他也就破坏了他所效忠的国家的制度基础。
彼得·斯洛特戴克说，《克力同篇》是“哲学之初最卓越的文本”之一，柏拉图用它创立了 "寻找真理的新方法"。书中的克力同是这个世界的捍卫者，他对抗导师的死亡，他扮演了一个“一半荒唐、一半动人的角色”。对苏格拉底而言，生命是一堂课，因此他 “把他的最后一口气变成了争论，以他生命中的最后一小时作为论证”。